# Infrastructure as a service
infrastructure en tant que service

Couches techniques prises en charge par le fournisseur dans le cas d'un cloud de type IAAS.

L'infrastructure as a service (IaaS) ou infrastructure en tant que service est un modèle de cloud computing destiné aux entreprises où :
- l'entreprise gère le Middleware des serveurs, et surtout les logiciels applicatifs (exécutables, paramétrages, l'intégration SOA, les bases de données) ;
- le fournisseur cloud gère le matériel serveur, les couches de virtualisation, le stockage, les réseaux.

C'est un modèle où l'entreprise dispose sur abonnement payant d'une infrastructure informatique (serveurs, stockage, sauvegarde, réseau) qui se trouve physiquement chez le fournisseur qui est aussi responsable pour la sécurité de l'infrastructure. Cela peut représenter pour certaines directions des systèmes d’information (DSI) un moyen de réaliser des économies, principalement en transformant des investissements en contrats de location.

## Historique
Le concept d'IaaS est apparu dans les années 2000-2010 avec la mode du SaaS (Software as a Service). Il est présent dans le catalogue de prestations des grandes entreprises informatiques.

## Applications
L'IaaS permet, par exemple, aux éditeurs de logiciels de louer des infrastructures pour héberger l'offre SaaS.

## Conséquences
L'application du modèle du cloud computing pour les infrastructures (ressources informatiques, serveurs, capacité de traitement, stockage...) implique des changements d'organisation.
La migration d'infrastructures existantes vers des Infrastructures as a Service (IaaS) peut poser des problèmes techniques délicats de compatibilité : la compatibilité des services de stockage, la sécurité des machines virtuelles, la sécurité des données, etc.

## Exemples de fournisseurs
De nombreux fournisseurs de services proposent différents types d'Infrastructure as a service, que l'infrastructure virtuelle soit développée à partir de solutions VMware ou Citrix comme Amazon EC2, Microsoft Azure, Scaleway, Oracle, Outscale et OVHcloud.